# Croton araripensis
Espèce
Croton araripensis est une espèce de plantes à fleurs du genre Croton et de la famille des Euphorbiaceae, présent au Brésil (Ceará).
Il a un synonyme :
- Croton luetzelburgii, Pax et K.Hoffm., 1923